# Blåmusseron

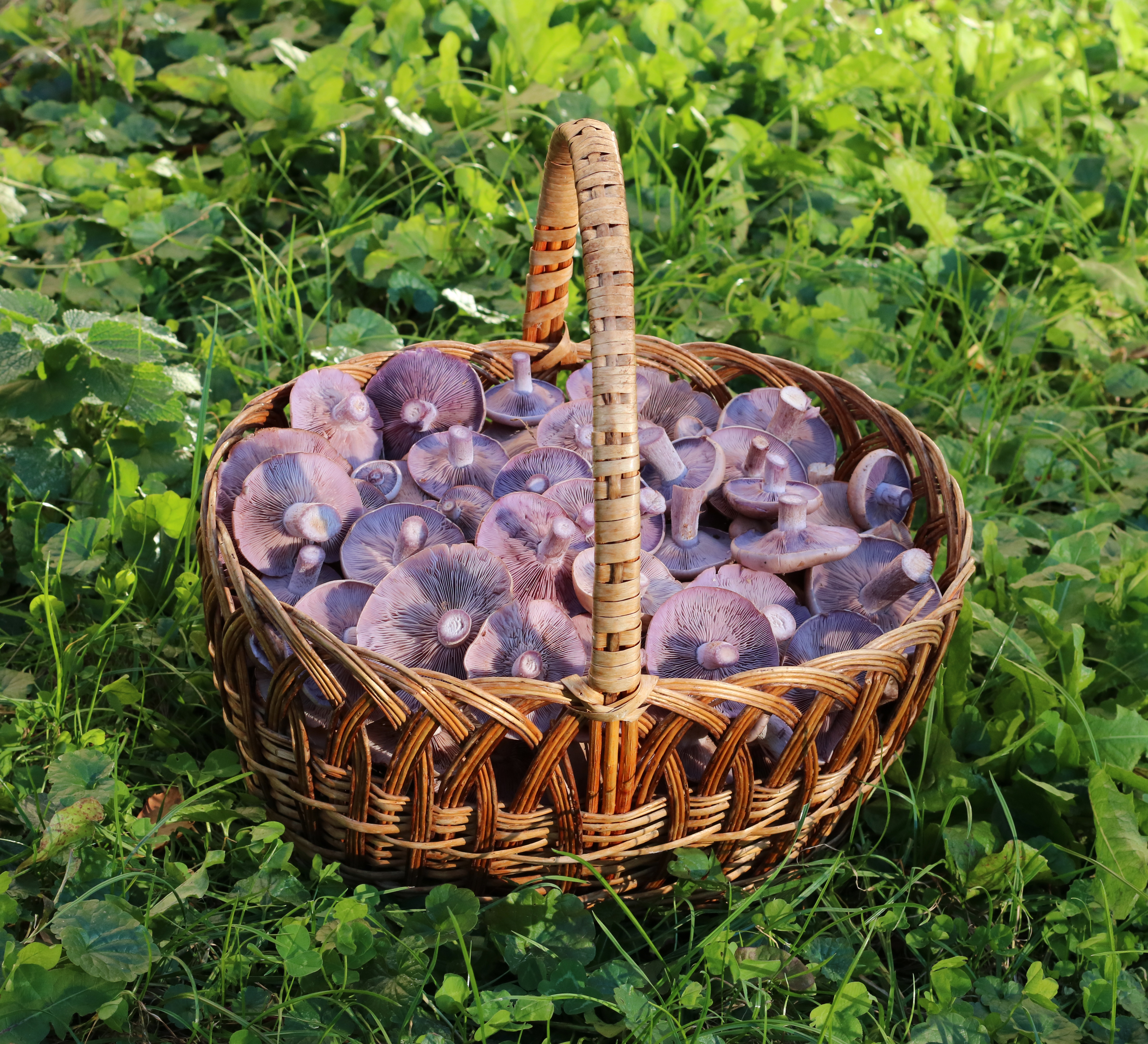

Blåmusseron (Lepista nuda) är en ätlig svamp. Hatten har ofta en blålila eller violettaktig färg. Svampen är en saprofyt och hittas ofta i barrförna under gran och kring multnande löv, ris och komposter. På sina ställen bryter svampen ner dött, organiskt material. Den sägs ha en gummiaktig doft när man bryter i svampen. Den kan ge illamående om den inte tillreds på rätt sätt. Förvällning rekommenderas för den som inte har ätit blåmusseron tidigare.
Ovana svampplockare kan förväxla blåmusseron med den illasmakande bockspindelskivlingen. Spindelskivlingar har bruna sporer till skillnad från blåmusseroners ljusa sporer och spindelskivlingar har dessutom en "näthinna" längs hattkanten, samt ofta obehaglig lukt.